# موسی‌الرضا ثروتی
موسی‌الرضا ثروتی (زادهٔ ۱۳۳۶ در بجنورد) نمایندهٔ حوزهٔ انتخابیهٔ بجنورد، جاجرم، مانه، سملقان و گرمه  به دنیا آمد  و در دورهٔ نهم مجلس شورای اسلامی است. وی پیش‌تر در دورهٔ هفتم و هشتم نیز عضو این مجلس بود.
در دوره دهم و یازدهم نتوانست اعتماد مردم را به خود جلب نماید و به مجلس راه نیافت. ایشان در روز چهارشنبه ۲۳ فروردین با حضور در وزارت کشور برای کاندیداتوری ریاست جمهوری سال ۹۶ ثبت نام کردند.

## صحبت‌ها و دغدغه‌ها
بنابر گزارش پایگاه خبری تحلیلی جمهوریت، ثروتی که عضو کمیسیون برنامه و بودجه مجلس بود، در شهریور ۱۳۹۳ با انتقاد از روش‌هایی که دولت یازدهم در پیش گرفته بود گفت، با روش دولت فعلی، یک احمدی‌نژاد دوم در راه است اما مجلس بنای چوب لای چرخ دولت گذاشتن را ندارد اما مقابل تخلفات دولت می‌ایستد.